# Madison (Alabama)
Madison ist eine Stadt im US-Bundesstaat Alabama, USA. Sie liegt im Madison County, ein Teil der Stadtfläche reicht jedoch ins Limestone County hinein. Die Stadt hatte laut der US-Volkszählung 2010 42.938 Einwohner.

## Geographie
Madisons geographische Koordinaten sind 34° 43′ N, 86° 44′ W (34,715065, −86,739644). Die Stadt liegt an der Interstate 565 und am U.S. Highway 72. Eine Hauptlinie und eine Nebenbahn der Norfolk Southern Railway verlaufen durch Madison.
Nach den Angaben des United States Census Bureaus hat die City eine Fläche von 60,2 km², wovon 60,0 km² auf Land und 0,2 km² (= 0,30 %) auf Gewässer entfallen.

## Geschichte
Der erste weiße Einwohner Madisons war John Cartwright, der sich 1818 niederließ. Ursprünglich war die Siedlung als Madison Station bekannt. Diese entwickelte sich während der 1850er Jahre um einen Haltepunkt der Memphis & Charleston Railroad.
Im Sezessionskrieg war Madison am 16. März 1864 Schauplatz einer Schlacht, als Col. Josiah Pattersons 5. Alabama-Kavallerie mit Unterstützung durch Col. James H. Stuarts Kavalleriebataillon das 13. Illinois-Infanterieregiment von Col. Adam G. Gorgas aus der Stadt trieb. Pattersons Leute erbeuteten einen Zug mit dem Regimentsgefechtsstand und nahmen 66 Soldaten gefangen. Sie setzten Nachschubmaterial der Unionsarmee in Brand und zerstörten die Gleise, bevor sie sich zurückzogen. Truppen der 5. Ohio-Kavallerie, der 59. Indiana-Infanterie und der 5th Iowa-Infanterie wurden zur Verfolgung ausgesendet und gerieten mit der Nachhut Pattersons an diesem Abend südlich von Madison bei Fletcher’s Ferry in ein Scharmützel.
In neuerer Zeit wurde die Stadt zu einem schnellwachsenden Vorort von Huntsville. Noch 1980 betrug die Einwohnerzahl etwa 4000, im Jahr 2006 waren es 36.824.

## Bildung
1997 baute sich die Stadt ein eigenständiges Schulsystem auf. In den kommunalen Schulen werden rund 8000 Schüler aus Madison und Triana unterrichtet. 2006 unterhielt die Stadt sechs Elementary Schools (Columbia Elementary School, Heritage Elementary School, Horizon Elementary School, Madison Elementary School, Rainbow Elementary School, West Madison Elementary School), zwei Middle Schools (Discovery Middle School, Liberty Middle School) und eine Highschool (Bob Jones High School). In Madison gibt es daneben noch mehrere Privatschulen, etwa die Madison Academy, St John the Baptist und Westminster Academy.

## Wirtschaft
Der größte Arbeitgeber in Madison ist Intergraph, ein Unternehmen, das Bestandteile für Computer herstellt. Viele der Einwohner Madisons pendeln in den Cummings Research Park und ins Redstone Arsenal im nahegelegenen Huntsville. Innerhalb der Stadtgrenzen befinden hauptsächlich Einzelhandelsgeschäfte; Supermärkte und Fastfoodrestaurants säumen U.S. Highway 72 nordwärts und den Madison Boulevard in Richtung Süden.
Südlich der Stadt liegt ein Logistikzentrum, zudem auch der Huntsville International Airport und ein Güterumschlagzentrum der Eisenbahn gehört.

## Demographie
Zum Zeitpunkt des United States Census 2000 bewohnten Madison 29.329 Personen die Stadt. Die Bevölkerungsdichte betrug 1266,5 Personen pro km². Es gab 12.121 Wohneinheiten, durchschnittlich 202,1 pro km². Die Bevölkerung Madisons bestand zu 80,15 % aus Weißen, 13,00 % Schwarzen oder African American, 0,63 % Native American, 3,51 % Asian, 0,06 % Pacific Islander, 0,67 % gaben an, anderen Rassen anzugehören und 1,98 % nannten zwei oder mehr Rassen. 2,30 % der Bevölkerung erklärten, Hispanos oder Latinos jeglicher Rasse zu sein.
Die Bewohner Madisons verteilten sich auf 11.143 Haushalte, von denen in 42,5 % Kinder unter 18 Jahren lebten. 60,1 % der Haushalte stellten Verheiratete, 9,6 % hatten einen weiblichen Haushaltsvorstand ohne Ehemann und 27,6 % bildeten keine Familien. 23,9 % der Haushalte bestanden aus Einzelpersonen und in 3,4 % aller Haushalte lebte jemand im Alter von 65 Jahren oder mehr alleine. Die durchschnittliche Haushaltsgröße betrug 2,61 und die durchschnittliche Familiengröße 3,13 Personen.
Die Stadtbevölkerung verteilte sich auf 30,3 % Minderjährige, 6,8 % 18–24-Jährige, 35,8 % 25–44-Jährige, 21,6 % 45–64-Jährige und 5,5 % im Alter von 65 Jahren oder mehr. Das Durchschnittsalter betrug 34 Jahre. Auf jeweils 100 Frauen entfielen 97,5 Männer. Bei den über 18-Jährigen entfielen auf 100 Frauen 94,5 Männer.
Das mittlere Haushaltseinkommen in Madison betrug 63.849 US-Dollar und das mittlere Familieneinkommen erreichte die Höhe von 74.532 US-Dollar. Das Durchschnittseinkommen der Männer betrug 57.216 US-Dollar, gegenüber 32.316 US-Dollar bei den Frauen. Das Pro-Kopf-Einkommen in Madison war 27.821 US-Dollar. 5,8 % der Bevölkerung und 4,4 % der Familien hatten ein Einkommen unterhalb der Armutsgrenze, davon waren 7,5 % der Minderjährigen und 8,2 % der Altersgruppe 65 Jahre und mehr betroffen.
Nach den Angaben der Madison Chamber of Commerce war 2004 Madison die am schnellsten wachsende Stadt Alabamas.